# Colonia Mascías
Colonia Mascías es una comuna argentina ubicada en el departamento Garay de la provincia de Santa Fe.

## Historia
La colonia se formó en el año 1924 cuando llegaron los primeros colonos de apellidos Duarte, Trevignani, Schmidt y Vázquez, quienes comenzaron a labrar los campos. Las tierras pertenecían a grandes latifundios con más de 20.000 hectáreas cada uno, siendo propietaria de algunos de ellos la Señora Mercedes Mascías Losardi Sa Pereyra.
En septiembre del año 1931 la Señora Mercedes dona al Presidente de la Nación Don Hipólito Yrigoyen una fracción de terreno de 200 hectáreas con fines diversos, entre ellos la creación de un frente cívico. En el año 1973 se creó la capilla Nuestra Señora de la Merced, Virgen Patrona de la localidad que se venera los 24 de septiembre. La Comuna se constituyó en septiembre de 1989.
Colonia Mascías debe su nombre al apellido de la Sra. Doña Mercedes Mascías, en homenaje por haber sido la donante de los terrenos para que se constituya el pueblo.

## Santo Patrono
Nuestra Señora de la Merced

## Población
Cuenta con 1047 habitantes (Indec, 2022), lo que representa un descenso frente a los 1128 habitantes (Indec, 2001) del censo anterior.
| Gráfica de evolución demográfica de Colonia Mascías entre 2001 y 2022 |
|                                                                       |
| Fuente: Censos nacionales del INDEC                                   |

## Localidades y parajes
- Colonia Mascias
- Colonia San Joaquín

- Datos: Q16301459